# محمد ولد عبدالعزیز
محمد ولد عبدالعزیز (زاده ۲۰ دسامبر ۱۹۵۶) سیاستمدار و نظامی اهل موریتانی و هشتمین رئیس‌جمهوری این کشور طی اوت ۲۰۰۹ تا اوت ۲۰۱۹ بود.
این نظامی پیشین در کودتای ۲۰۰۵ و سال ۲۰۰۸ میلادی شرکت داشت و این دو کودتا باعث به دست گرفتن قدرت توسط وی شد.
عبدالعزیز همچنین ریاست دولت انتقالی را بر عهده گرفت و مدتی بعد از این مقام کناره‌گیری کرد تا در انتخابات سال ۲۰۰۹ شرکت کند و در این انتخابات پیروز شد.
عبدالعزیز همچنین از سال ۲۰۱۴ تا ۲۰۱۵ به عنوان رئیس اتحادیه آفریقا خدمت کرد. در ژوئن ۲۰۲۱، عبدالعزیز به اتهام فساد بازداشت شد. او در دسامبر ۲۰۲۳ به پنج سال حبس محکوم شد.

## انتخابات ریاست‌جمهوری

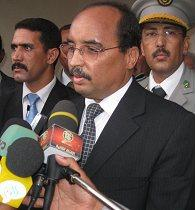

در انتخابات ژوئیه ۲۰۰۹، اعلام شد که «محمد ولد عبدالعزیز» با اختلاف بسیار در مقایسه با رقبای انتخاباتی خود، پیروز انتخابات ریاست جمهوری این کشور شد. رقبای وی اما نتایج انتخابات را نپذیرفتند و از تقلب در انتخابات سخن می‌گویند.
بنابر اعلام «محمد ولد» وزیر کشور موریتانی، ولد عبدالعزیز چهارصد و ۱۰هزار رای را در انتخابات به دست آورده‌است که این میزان معادل ۵۲٫۴۶ درصد آراء ریخته شده به صندوق است. بنا بر این گزارش، اختلاف میان ولد عبدالعزیز و دیگر رقبای وی بسیار زیاد است، به طوری که «مسعود ولد بلخیر» در رتبه دوم حدود ۱۶درصد و «احمد ولد داداه» رهبر مخالفان در رتبه سوم حدود ۱۳درصد و «محمد جمیل منصور» دیگر نامزد انتخابات موریتانی در رتبه چهارم حدود ۴درصد آرا را به دست آوردند.